# Comitato centrale del Partito del Lavoro di Corea

Emblema del Partito.

Il Comitato centrale del Partito del Lavoro di Corea (조선로동당 중앙위원회?) è il più alto organo del partito oltre ai Congressi nazionali. Secondo lo Statuto del Partito del Lavoro di Corea, il Comitato centrale viene eletto dal Congresso e alla Conferenza del partito è conferita la possibilità di rinnovare la sua composizione. In generale, il Comitato centrale ha la possibilità di dimettere o aggiungere nuovi membri senza consultare il partito nelle sue sessioni plenarie.
Il primo comitato centrale venne eletto al I Congresso del Partito del Lavoro di Corea nel 1946, ed era composto da 43 membri ma tale numero aumentò nel corso degli anni fino a raggiungere quota 235 al VII congresso del 2017. I membri non votanti, attualmente definiti come i membri alternati, furono introdotti al II congresso.
Il Comitato centrale si riunisce almeno una volta all'anno per le sessioni plenarie per discutere di rilevanti problemi di politica. Agisce secondo il principio del sistema ideologico monolitico e la Juche. Il Comitato centrale ha assunto ruoli diversi durante la sua esistenza: inizialmente fino all'incidente della fazione d'agosto era un forum dove competevano differenti fazioni, in seguito aveva esercitato il proprio potere attraverso delle procedure formali definite nelle regole del partito. Non aveva l'abilità di influenzare i risultati delle decisioni a livello nazionale, dato che tale funzione è sempre stata della famiglia Kim e del Politburo. Non di meno, la funzione dei plenum del Comitato centrale come luoghi di discussione politica è formalmente implementata. Le scelte sono rese pubbliche nella forma di "risoluzioni" o "decisioni".

## Storia

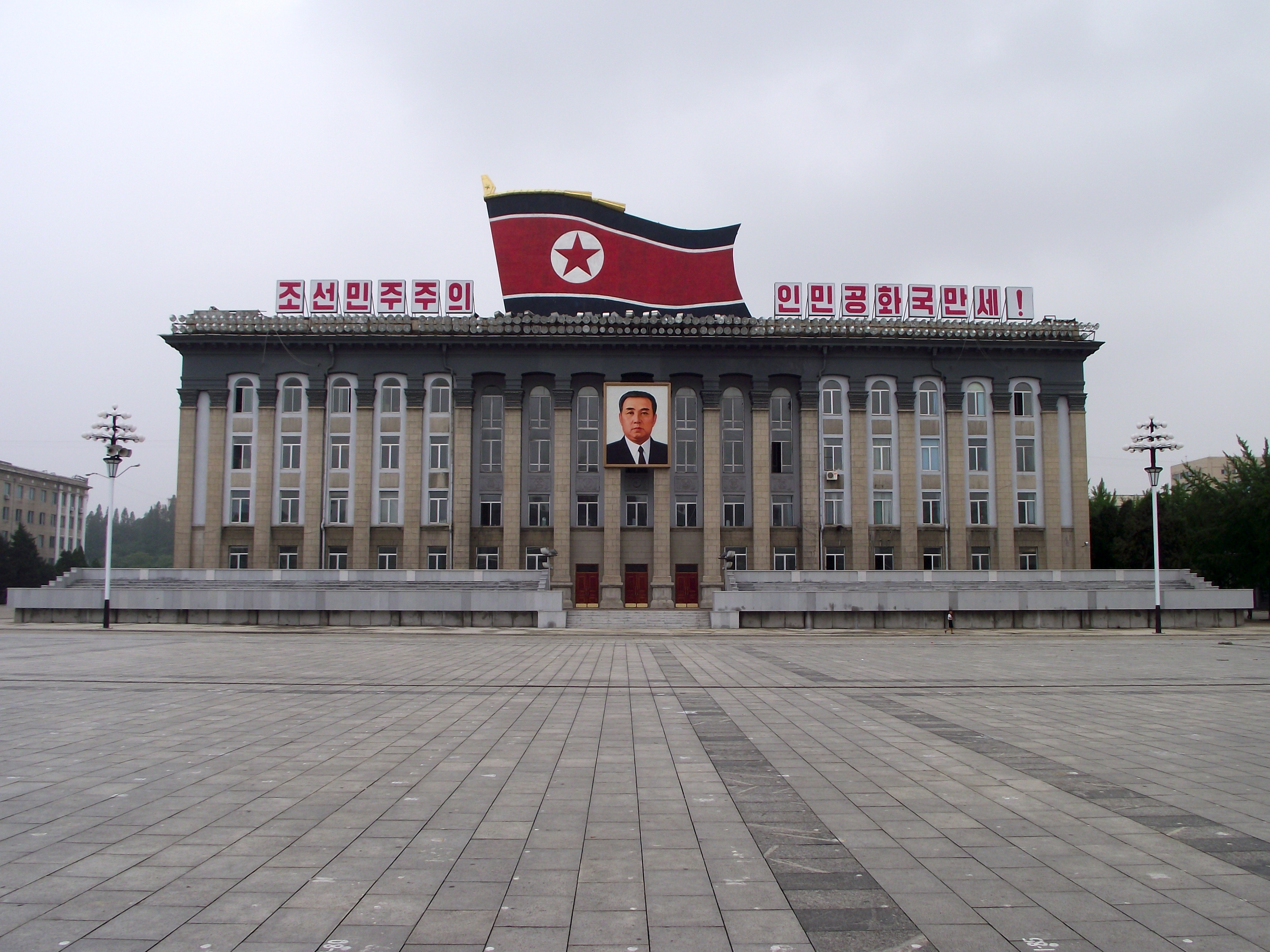
Sede del Partito del Lavoro di Corea.

Il Comitato centrale è stato istituito tramite la sua prima elezione durante il primo congresso del partito. Era composto da 43 membri e si è espanso durante ogni congresso successivo. Dal 1948 al 1961 venne organizzata una media di 2,4 incontri all'anno, circa con la stessa frequenza del Comitato Centrale del PCUS. Gli incontri organizzati in questo periodo di solito non duravano più di un giorno. Il Comitato centrale non ha avuto per molto tempo un vero e proprio potere, dato che il suo apparato era controllato più dal Politburo che dal Comitato stesso e sotto Kim Il-sung costituiva il governo nominale della Corea del Nord. Tra il 1993 e il 2010, Il Comitato centrale non è stato più convocato in sessione plenaria.
Vi è un intervallo di 37 anni tra il VI ed il VII Congresso. Il Comitato centrale e il suo apparato furono indeboliti durante il governo di Kim Jong-il, con numerosi uffici rimasti vacanti. A partire dal 2005, il leader fece numerosi passi per rivitalizzare il partito, nominando gli ufficiali maggiori per nuove mansioni: Pak Nam-gi venne nominato capo del Dipartimento di pianificazione e finanza, e Chang Sung-taek divenne capo del Dipartimento amministrativo. Supervisionando tutte le questioni della sicurezza, Chang venne indirettamente riportato ai suoi doveri e responsabilità come capo del Dipartimento di direzione e organizzazione. La terza Conferenza dei rappresentanti del settembre 2010 rinnovò la composizione del Comitato centrale; tuttavia, il potere di conferire ad esso un nuovo mandato spetta al Congresso del partito.

## Regolamenti

### Elezioni e processo di nomina
Il Congresso del partito elegge il Comitato centrale ed il processo elettivo, e la sua nomina, sono di solito conclusi con un timbro. È una concezione comune il fatto che la composizione del Comitato centrale venga stabilita in anticipo dal precedente Comitato e/o dal Politburo, e che l'elezione sia truccata.
Lo statuto del partito prescrive che la dimensione del Comitato centrale debba essere determinata dal Presidium del Congresso. La sessione plenaria del Comitato centrale è autorizzata a rinnovare il suo ordine se "necessario".  I candidati possono essere nominati dai comitati provinciali, ma l'ultima decisione spetta sempre al Comitato centrale tramite il suo Dipartimento di direzione e organizzazione.

### Sessioni plenarie
Tra i congressi e le conferenze del partito, il Comitato centrale è la più alta istituzione del PLC. Non è un organo permanente e, secondo lo statuto del partito, deve riunirsi almeno una volta all'anno. Il Politburo convoca il Comitato centrale per le sessioni plenarie che, secondo lo statuto del PLC, consistono in discussioni e prese di decisioni su "importanti questioni del partito" ed è autorizzato ad eleggere il Politburo e il suo Presidium, l'Ufficio politico esecutivo, la Commissione centrale militare, la Commissione di controllo, i vice-presidenti del PLC, i direttori dei dipartimenti del CC e impieghi provinciali di basso livello. Era autorizzato inizialmente anche all'elezione del leader del partito. Può incaricare membri sostitutivi non votanti a membri effettivi, e nominare i nuovi membri votanti e non votati al Comitato centrale durante le sue sessioni plenarie.

## Principali organi decisionali

### Politburo
Il Politburo, precedentemente noto come Comitato politico, era il principale organo decisionale del Partito del Lavoro di Corea fino all'istituzione del Presidium. Il Politburo possiede membri votanti e candidati non votanti ed è il più importante organo decisionale del PLC quando si riunisce per gli incontri. Fino alla III Conferenza, il Politburo veniva eletto dal Comitato centrale subito dopo un congresso. Sebbene lo statuto del partito specifichi che il Politburo dovrebbe riunirsi almeno una volta al mese, esistono poche testimonianze che ciò avvenga realmente. I membri del Politburo possono servire attualmente nelle commissioni di stato o del partito, nel governo o nell'apparato del Comitato centrale.
Le prove suggeriscono che le funzioni del Politburo siano molto simili a quelle avute dal Politburo sovietico durante il regime di Stalin, dove i membri agivano per lo più come lo staff personale del leader del partito piuttosto che da veri politici. Non è sempre stato così: prima che Kim Il-sung purgasse l'opposizione del partito, il Politburo era un organo decisionale dove venivano discusse le differenze politiche. Da quando Kim Il-sung consolidò il proprio potere, il Politburo venne trasformato soltanto in un organo di approvazione. I membri principali scomparvero senza alcuna spiegazione e l'ultimo caso accertato è quello di Kim Tong-gyu, sparito nel 1977. I membri del Politburo sotto Kim Il-sung e Kim Jong-il avevano perso gran parte del loro forte potere e la loro posizione dipendeva per forza da quella del leader.

#### Presidium
Il Presidium venne istituito durante il VI Congresso del 1980 ed è il più importante organo decisionale all'interno del PLC quando il Politburo e il Comitato Centrale non sono in sessione. Con la morte di Oh Jin-u nel 1995, Kim Jong-il rimase l'unico membro del Presidium ancora in vita, poiché gli altri quattro (Kim Il-sung, Kim Il, Oh Jin U e Lee Jong-ok) erano già deceduti. Tra la morte di Oh Jin-u e la terza Conferenza, non ci sono stati alcuni rapporti che indicavano Kim Jong-il o la leadership centrale del partito decidere la composizione del Presidium. Stephan Haggard, Luke Herman e Jaesung Ryu, in un articolo per Asian Survey del 2014, affermavano che il Presidium "non era chiaramente un'istituzione funzionante."

### Ufficio politico esecutivo
L'Ufficio politico esecutivo nel suo stato attuale venne formato al VII Congresso, tuttavia la sua storia può esser fatta risalire all'istituzione del Segretariato durante il II Congresso nell'ottobre del 1966. Imita il ruolo della controparte sovietica durante il regime di Stalin. Il presidente del partito è anche Direttore dell'Ufficio politico esecutivo e gli altri membri hanno il titolo di "Vice presidente del Comitato centrale del PLC". L'organo è responsabile della sorveglianza e l'implementazione delle politiche del partito e ha il compito di supervisionare gli altri organi del partito.

### Commissione militare centrale
La Commissione militare centrale venne stabilita nel 1962 secondo una decisione della V Sessione plenaria del IV Comitato centrale. Un emendamento del 1982 allo statuto del PLC si suppone abbia posto la CMC allo stesso livello del Comitato centrale, dandogli la possibilità (tra le altre cose) di eleggere il leader del PLC. Nonostante questo, alcuni osservatori credono che alla III Conferenza della CMC sia ritornato ad essere sottoposta al Comitato centrale. Secondo l'articolo 27 dello statuto del PLC, la CMC è il più alto organo del partito in ambito militare e dirige l'Armata del popolo coreano sviluppando e guidando i suoi armamenti. Il presidente del PLC è di diritto il presidente della CMC.

### Commissione di controllo
La Commissione di controllo, precedentemente Commissione d'ispezione, viene eletta dalla prima sessione plenaria del Comitato centrale dopo un congresso del partito. È responsabile della regolamentazione dei membri del partito e risolve i problemi disciplinari che li coinvolgono. Il campo di investigazione si estende dalla corruzione fino alle attività contro il partito e controrivoluzionarie, generalmente che riguardano la violazione di tutte le regole del partito. Le organizzazioni minori del partito (per esempio a livello provinciale o di contea) e i singoli membri possono fare appello direttamente alla Commissione.

## Compiti amministrativi

### Dipartimenti
Sebbene sotto il comando di Kim Jong-il l'apparato del Comitato centrale venne sottoposto a numerose riorganizzazioni, alcuni dipartimenti (principalmente quelli responsabili per gli affari interni ed organizzativi del partito ovvero quello di direzione e organizzazione, di propaganda e agitazione e degli affari strutturali) vennero lasciati immutati. In contrasto, i dipartimenti responsabili della supervisione dell'economia o degli affari sudcoreani (come il Dipartimento amministrativo ristabilito nel 2006) furono frequentemente rinnovati. Nonostante il Dipartimento del fronte unito abbia avuto degli alti e dei bassi durante la leadership di Kim Jong-il, nel 2006-2007 divenne il bersaglio di una purga. I dipartimenti della pianificazione economica e della politica agricola vennero aboliti nel 2002-2003 per rafforzare il controllo del gabinetto sull'economia. Altri cambiamenti arrivarono nel 2009 con l'istituzione dei dipartimenti del cinema e della politica industriale per l'industria leggera; l'Ufficio 38 venne unito al 39 (ed in seguito riformato), il Dipartimento dei contatti esterni venne trasferito dalla giurisdizione del PLC al Gabinetto, mentre l'Ufficio 35 (noto anche come il Dipartimento delle indagini esterne e dell'intelligence) e il Dipartimento delle operazioni furono trasferiti dal PLC all'Ufficio di perlustrazione. Dalla III Conferenza, secondo gli osservatori stranieri, il Dipartimento di difesa civile è stato abolito e determinati direttori (Chong Pyong-ho, Kim Kuk-tae e Ri Ha-il, per esempio) si sono ritirati.
Principali dipartimenti e organi (III Conferenza)
- Organizzazione e guida
- Personale
- Internazionale
- Finanza e della pianificazione
- Industria della difesa (noto anche come Dipartimento dell'Industria meccanica)
- Industria leggera
- Affari generali
- Contabilità finanziaria
- Ufficio 38
- Segretariato personale
- Propaganda e agitazione
- Affari militari
- Organizzazione del lavoro e della costruzione di capitali
- Scienza ed educazione
- Cinema
- Ufficio 39
- Istituto della storia del partito
- Ufficio degli archivi

### Rodong Sinmun
Il Rodong Sinmun è il giornale ufficiale del Comitato centrale del PLC e il suo compito è quello di "raggiungere una trasformazione rivoluzionaria della società e del popolo come richiesto dall'ideologia rivoluzionaria e dalla Juche del grande suryǒng, mantenere il partito e il popolo strettamente attorno a Kim Jong-il, e lottare per assicurare l'unità politica ed ideologica del partito." Il caporedattore del giornale è scelto direttamente dal Comitato centrale in una sessione plenaria.